# Ferrovia elettrica di Nagano
La Ferrovia elettrica di Nagano (長野電鉄?, Nagano Dentetsu), chiamata anche Nagaden (長電?), è una compagnia ferroviaria giapponese con sede a Nagano, nella prefettura di Nagano. Fa parte del Gruppo Nagaden che svolge attività nel settore del turismo, delle assicurazioni, del settore immobiliare e della pubblicità.

## Storia
La compagnia ferroviaria Katō Tetsudō, fondata il 30 maggio 1920, costruì una linea lungo la riva destra del Chikuma tra il 1922 e il 1925, collegando Yashiro con Suzaka, Shinshū-Nakano e Kijima. Il 25 novembre 1923 fu fondata la Nagano Denki Tetsudō, che stabilì un collegamento tra Nagano e Suzaka. Poco dopo il suo completamento, entrambe le società si fusero il 30 settembre 1926 per formare Ferrovia elettrica di Nagano. L'anno seguente fu costruita un'ulteriore linea da Shinshū-Nakano a Yudanaka, nel 1928 la linea fu estesa fino alla stazione di Nagano come doppio binario e divennero operative anche le prime linee di autobus. Nel 1949 iniziò il commercio di petrolio greggio e gas liquido, l’anno successivo seguì l’ingresso nel settore del turismo. La sezione Yoshida - Asahi fu raddoppiata nel 1956 e i servizi merci cessarono nel 1979. Nel 1964 fondò il Parco delle scimmie di Jigokudani (“Parco delle scimmie delle nevi”), che divenne una delle attrazioni turistiche più popolari del paese. La sezione da Nagano a Zenkōjishita fu convertita in una ferrovia sotterranea nel 1981.
Tra il 1987 e il 1995 tutte le operazioni di autobus furono trasferite alla Nagaden Bus.
Il 1° aprile 2002, la linea Kato tra la stazione Shinshu-Nakano e la stazione Kijima (comunemente nota come linea Kijima) è stata abolita. Il 18 settembre dello stesso anno, la linea tra la stazione di Nagano - stazione di Suzaka - stazione di Shinshu Nakano - stazione di Yudanaka è stata ribattezzata linea Nagano, e la linea tra la stazione di Yashiro e la stazione di Suzaka è stata ribattezzata linea Yashiro. Il 1° aprile 2012, l'intera linea tra la stazione di Yashiro e la stazione di Suzaka sulla linea Yashiro è stata abolita.
Il 3 luglio 2017 l'attività alberghiera è stata trasferita a Nagaden Hotels.

## Linee ferroviarie
Originariamente gestiva tre linee, la linea Kijima, la linea Yashiro e la linea Nagano. Le prime due sono state soppresse mentre rimane in servizio solo la linea Nagano tra Nagano – Suzaka – Shinshū-Nakano – Yudanaka.
- Linea Nagano (長野線?): Nagano - Yudanaka (33,2 km, 24 stazioni)

## Materiale rotabile
La ferrovia di Nagano utilizza materiale rotabile acquisito da altri operatori, quali JR East e Ferrovie Odakyū.
Per i treni espressi
- Serie 1000: soprannominato “Yukemuri”, due composizioni da quattro elementi provenienti dalla serie Odakyū 10000 Romancecar
- Serie 2100: soprannominato “Snow Monkey”, due composizioni bloccate da 3 elementi ciascuna, proveniente dalla serie E253 della JR East (in servizio dal 26 febbraio 2011)

Per i treni locali
- Serie 3000: costruita da Tōkyū Sharyō per la metropolitana di Tōkyō tra il 1992 e il 1997, rilevata nel 2020.
- Serie 8500: costruita tra il 1975 e il 1991 da Tōkyū Sharyō per Tōkyū, rilevata nel 2005.

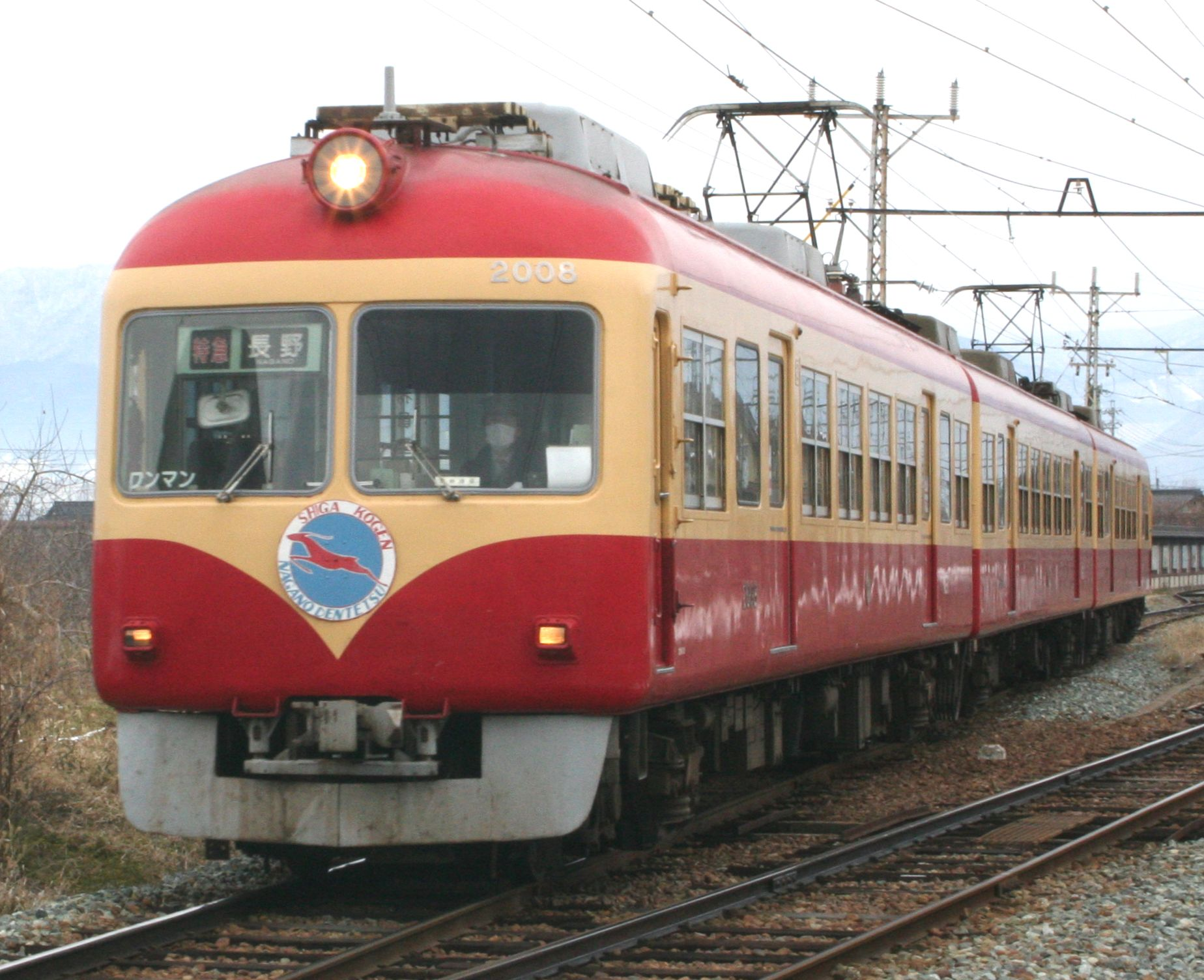
Serie 2000 (interrotta a marzo 2012)
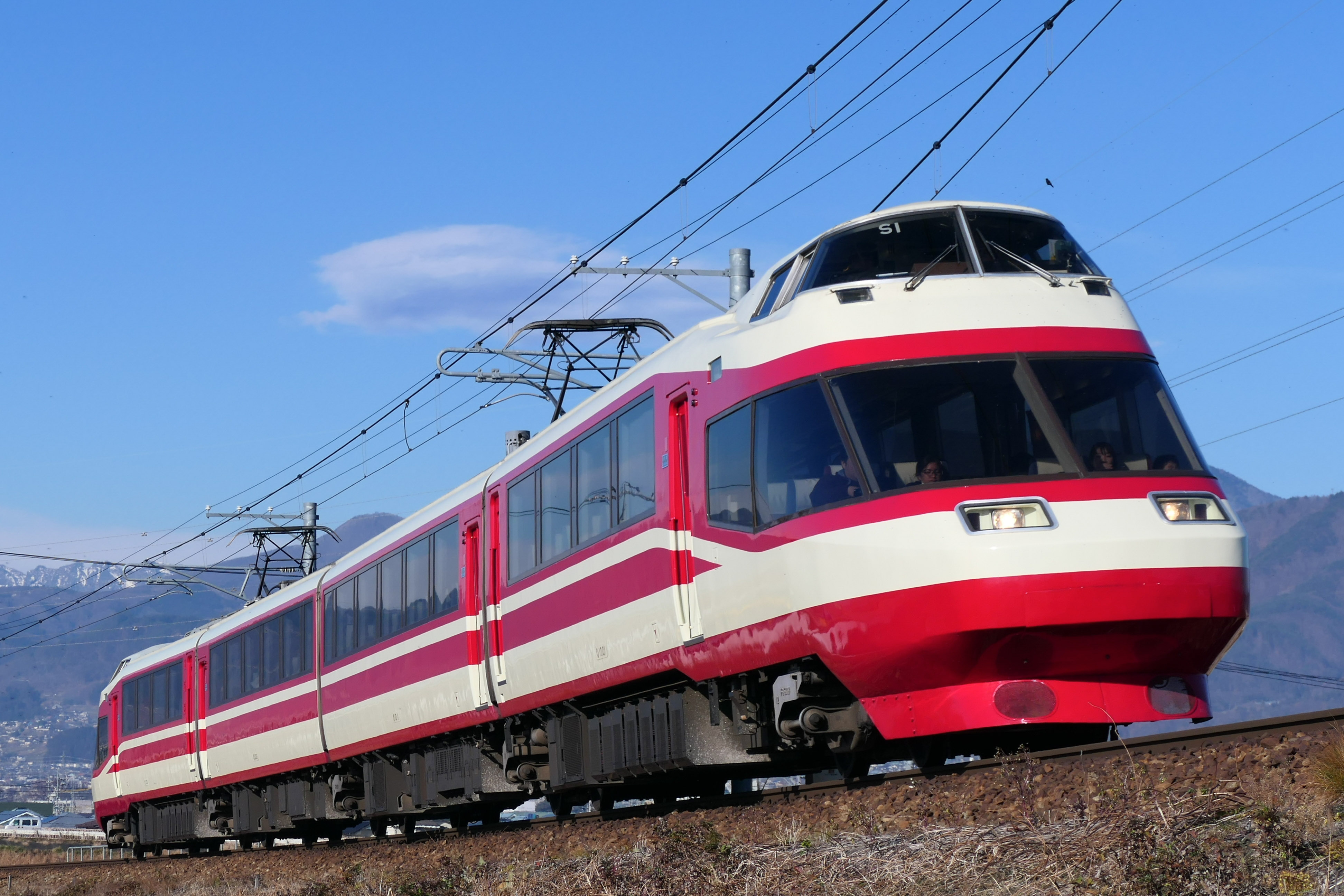
Serie 1000 “Yukemuri”
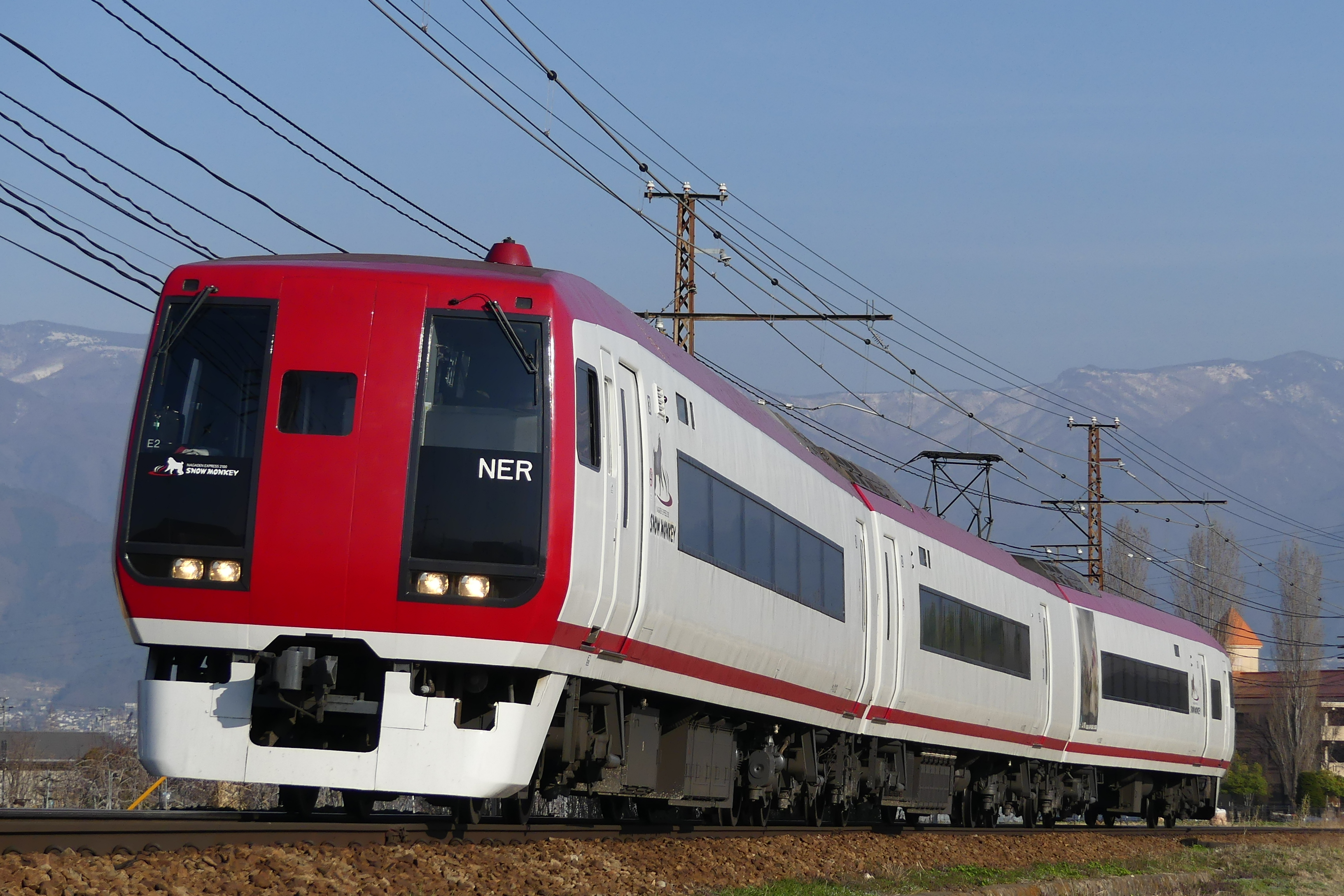
Serie 2100 “Snow Monkey”
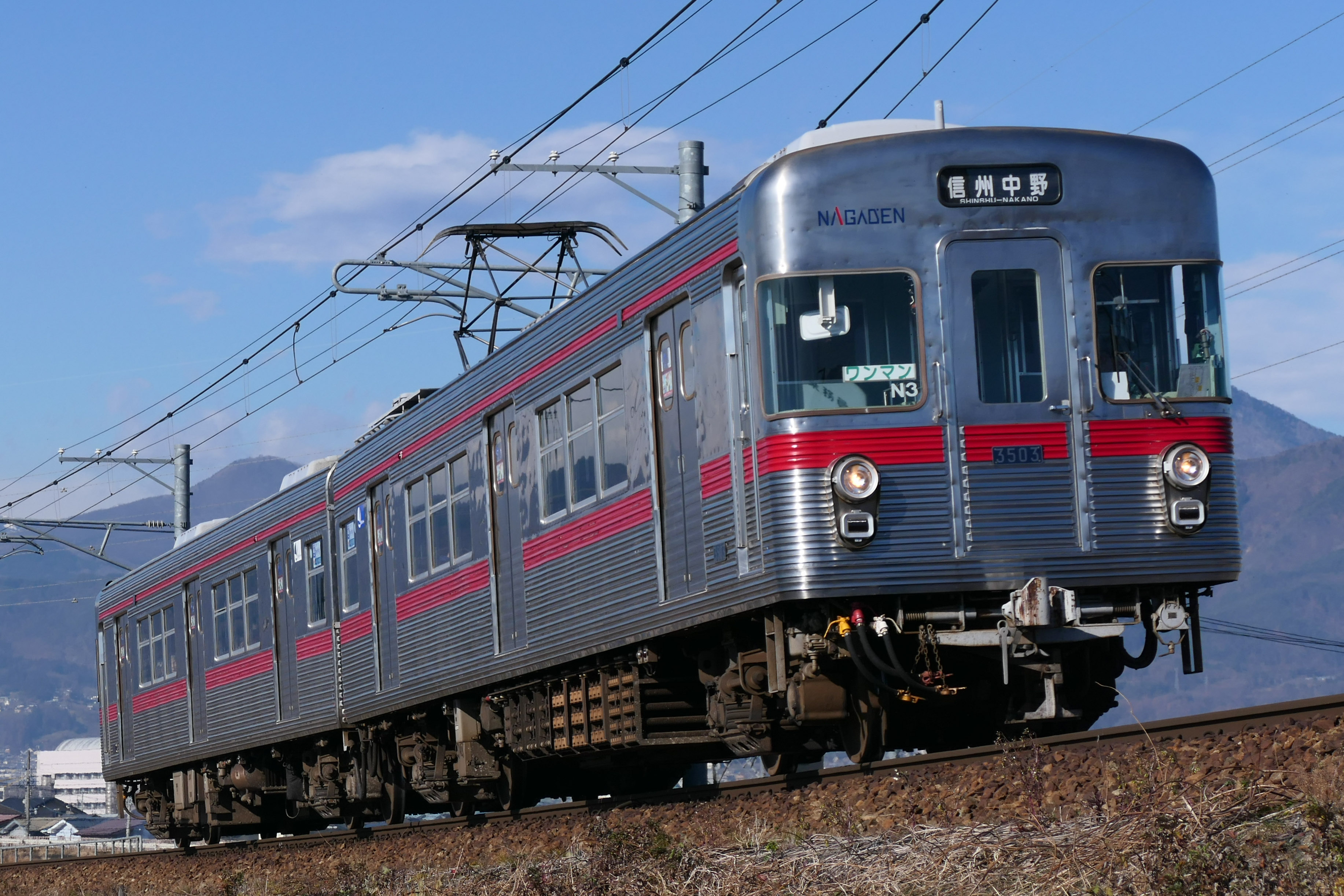
Serie 3500 (interrotta nel gennaio 2023)
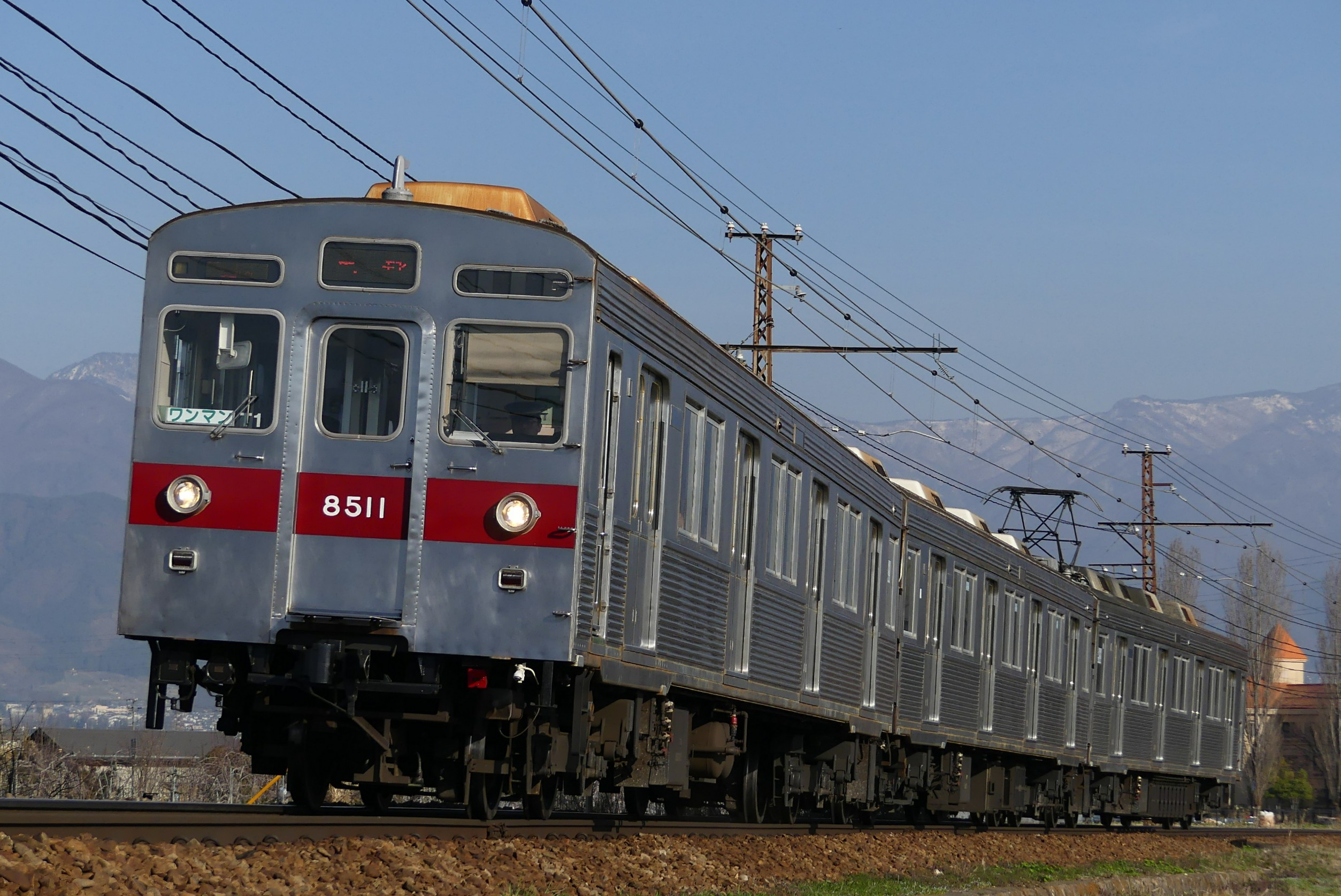
Serie 8500
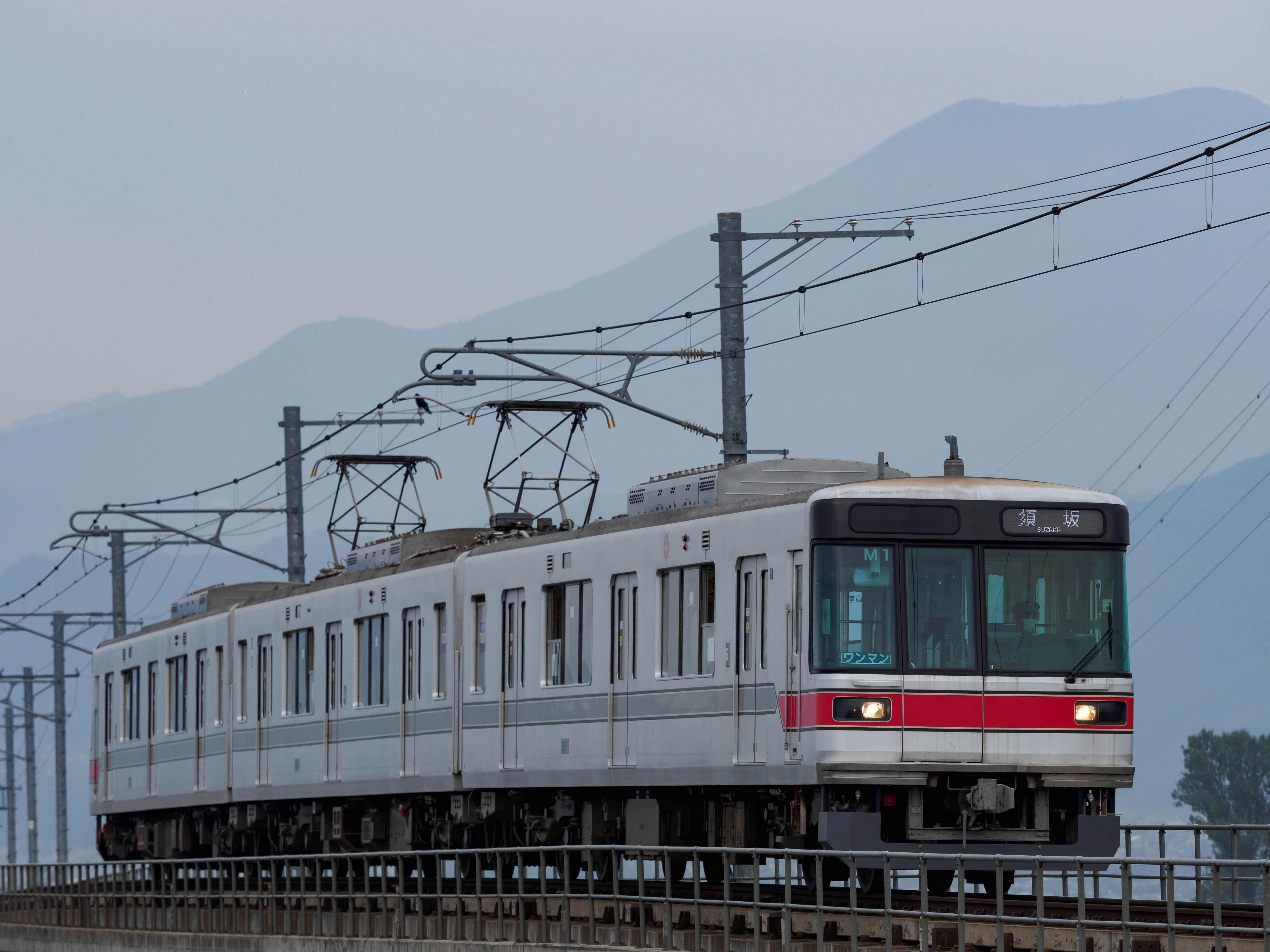
Serie 3000